# Шатчиково
Ша́тчиково (рос. Шатчиково, марій. Шогертенсола) — присілок у складі Кілемарського району Марій Ел, Росія. Входить до складу Ардинського сільського поселення.

## Населення
Населення — 30 осіб (2010; 43 у 2002).
Національний склад (станом на 2002 рік):
- марі — 86 %